# Milan Borjan
Milan Borjan (en cirílico serbio: Mилaн Бopjaн; Knin, Croacia, 23 de octubre de 1987) es un futbolista serbio-canadiense que juega como guardameta en el Al-Riyadh de la Liga Profesional Saudí.

## Primeros años
Milan Borjan nació el 23 de octubre de 1987 en Knin, República Socialista de Croacia, en ese entonces parte de la ahora extinta República Federativa Socialista de Yugoslavia, como hijo de Boško y Mirjana Borjan, de origen serbio. Ahí Borjan tuvo su primer acercamiento al fútbol jugando en las divisiones juveniles del Dinara de Knin. La familia de Borjan vivió en Knin hasta la Operación Tormenta de 1995, cuando tuvieron que huir hacía Belgrado, lugar donde Borjan empezó a jugar fútbol con el FK Radnički Belgrado. En el 2000 inmigraron a Canadá y vivieron durante unos meses en Winnipeg, Manitoba, antes de asentarse en Hamilton, Ontario, donde todavía viven sus padres. Ahí Bojan estudió en la Glendale Secondary School, y jugó fútbol juvenil en el East Hamilton S. C. y el Mount Hamilton S. C.

## Trayectoria

### Inicios
Entre 2005, Borjan viajó a Argentina para probarse en las divisiones inferiores del Club Atlético Boca Juniors, pero falló en conseguir un contrato con el equipo. Al año siguiente, tuvo un breve paso por el equipo juvenil del Club Nacional de Football de Montevideo, en Uruguay, y en julio de 2007, volvió a probarse sin éxito en un equipo argentino, esta vez el Club Atlético River Plate. Finalmente firmó un contrato profesional con el Quilmes Atlético Club de Argentina, con el que estuvo desde enero de 2008 al final del Campeonato de Primera B Nacional 2007-08, pero sin llegar a debutar.

## Selección nacional
Ha sido internacional con la selección de Canadá y ha jugado 80 partidos con dicho seleccionado.

## Clubes

### Categorías inferiores
| Club                | País      | Año       |
| ------------------- | --------- | --------- |
| FK Radnički Beograd | Serbia    | 2001-2002 |
| Mount Hamilton      | Canadá    | 2003-2004 |
| Boca Juniors        | Argentina | 2004-2005 |
| Nacional            | Uruguay   | 2005-2006 |
| River Plate         | Argentina | 2006-2007 |

### Profesional
| Club                             | País           | Año       |
| -------------------------------- | -------------- | --------- |
| Quilmes                          | Argentina      | 2008      |
| FK Rad Belgrado                  | Serbia         | 2009-2011 |
| Sivasspor                        | Turquía        | 2011-2014 |
| FC Vaslui (cedido)               | Rumania        | 2012      |
| Ludogorets Razgrad               | Bulgaria       | 2014-2015 |
| FK Radnički Niš                  | Serbia         | 2015      |
| Ludogorets Razgrad               | Bulgaria       | 2015-2017 |
| Korona Kielce (cedido)           | Polonia        | 2017      |
| Estrella Roja de Belgrado        | Serbia         | 2017-2024 |
| Š. K. Slovan Bratislava (cedido) | Eslovaquia     | 2023-2024 |
| Al-Riyadh                        | Arabia Saudita | 2024-     |

## Palmarés

### Campeonatos nacionales
| Título                  | Club                      | País       | Año  |
| ----------------------- | ------------------------- | ---------- | ---- |
| A PFG                   | Ludogorets Razgrad        | Bulgaria   | 2015 |
| A PFG                   | Ludogorets Razgrad        | Bulgaria   | 2016 |
| Superliga de Serbia     | Estrella Roja de Belgrado | Serbia     | 2018 |
| Superliga de Serbia     | Estrella Roja de Belgrado | Serbia     | 2019 |
| Superliga de Serbia     | Estrella Roja de Belgrado | Serbia     | 2020 |
| Superliga de Serbia     | Estrella Roja de Belgrado | Serbia     | 2021 |
| Copa de Serbia          | Estrella Roja de Belgrado | Serbia     | 2021 |
| Superliga de Serbia     | Estrella Roja de Belgrado | Serbia     | 2022 |
| Copa de Serbia          | Estrella Roja de Belgrado | Serbia     | 2022 |
| Superliga de Serbia     | Estrella Roja de Belgrado | Serbia     | 2023 |
| Copa de Serbia          | Estrella Roja de Belgrado | Serbia     | 2023 |
| Superliga de Eslovaquia | Š. K. Slovan Bratislava   | Eslovaquia | 2024 |